# Plebejus fulvescens
Plebejus fulvescens är en fjärilsart som beskrevs av Tutt 1909. Plebejus fulvescens ingår i släktet Plebejus och familjen juvelvingar. Inga underarter finns listade i Catalogue of Life.